# 增圩村
增圩村位於浙江省湖州市吳興區織里鎮東南部，東臨孟鄉港村、南接舊館村、西北靠近王母兜村。318國道從村南穿過，該村距織里鎮中心約2公裏的路程。  　　
增圩村占地面積2000畝，現轄4個自然村、12個生產隊，265戶農戶，全村在冊1180人，其中黨員32名。村耕地面積合計1916畝，其中水田1641畝、旱地83畝、桑地192畝。農作物主要品種有水稻、大豆、油菜籽等。      
增圩村村民大多數從事第二產業以及第三產業，有服裝加工、電腦繡花、印花等，在當局新農村建設濃厚氛圍的熏陶下，該村新開發了新興稻田養蝦350畝，在養殖開發方面取得較大進展。村集體收入18萬元，農民人均收入9000元。全村的社會經濟發展速度較為快速。